# Chaetaspis mollis
Chaetaspis mollis är en mångfotingart som först beskrevs av Ottis Robert Causey 1959.  Chaetaspis mollis ingår i släktet Chaetaspis och familjen spökdubbelfotingar. Inga underarter finns listade i Catalogue of Life.